# پاتریک ماربر
پاتریک آلبرت کریسپین ماربر (انگلیسی: Patrick Albert Crispin Marber؛ زادهٔ ۱۹ سپتامبر ۱۹۶۴) کمدین، نمایشنامه‌نویس، هنرپیشه، و فیلم‌نامه‌نویس اهل بریتانیا است.
از فیلم‌هایی که وی در آن‌ها نقش داشته‌است می‌توان به نزدیک‌تر (۲۰۰۴)، یادداشت‌هایی بر یک رسوایی (۲۰۰۶) و منتقد (۲۰۲۳) اشاره کرد.